# Palmarès du théâtre
Le Palmarès du théâtre est un prix artistique qui a remplacé la Nuit des Molières pour une unique cérémonie en 2013.
France 2 et les directeurs de théâtres privés et publics ont créé un palmarès distinguant les artistes et spectacles de la saison théâtrale. Quinze récompenses sont attribuées par un jury de neuf personnalités.
La récompense est une statue en bronze réalisée par Hubert Le Gall qui représente une servante, veilleuse d'un théâtre.

## Cérémonie 2013
La 1re et unique cérémonie du Palmarès du théâtre s'est déroulée le dimanche 28 avril 2013. Retransmise en direct sur France 2, elle est présentée par Aïda Touihri et récompense les spectacles qui se sont produits de janvier à avril 2013.

### Jury
Le jury est composé de  Patrice Leconte, Président, de Béatrice Agenin, Dominique Besnehard, Nicolas Candoni, Josée Dayan, Anne Loiret, Marie-Pierre Bordel, Christian Rauth, Régis Wargnier. 

### Récompenses

#### Prix de la comédienne
- Audrey Bonnet dans Clôture de l'amour de Pascal Rambert, Théâtre les Célestins (Lyon)

#### Prix du comédien
- Grégory Gadebois dans Des fleurs pour Algernon de Daniel Keyes, Studio des Champs-Élysées

#### Prix de l'auteur
- Pascal Rambert pour Clôture de l'amour, Théâtre les Célestins

#### Prix de la comédie
- La Carte blanche à François Morel, Théâtre la Pépinière

#### Prix de la mise en scène
- Jean Bellorini pour Paroles gelées, d'après l’œuvre de Rabelais, en tournée

#### Prix du second rôle féminin
- Marie-Julie Baup dans Le Songe d'une nuit d'été de William Shakespeare, mis en scène par Nicolas Briançon, Théâtre de la Porte-Saint-Martin

#### Prix du second rôle masculin
- François Loriquet dans Les Revenants de Henrik Ibsen, mis en scène par Thomas Ostermeier, Théâtre des Amandiers (Nanterre)

#### Prix seul en scène
- Didier Brice dans Le journal d'un poilu, Théâtre La Bruyère

#### Prix révélation féminine
- Sarah Capony dans Femme de Chambre, Théâtre 13

#### Prix révélation masculine
- Félicien Juttner dans Hernani de Victor Hugo, Théâtre du Vieux-Colombier

#### Prix d'honneur
- Francine Bergé dans Le Prix des boites, Théâtre de l'Athénée-Louis-Jouvet
- Robert Hirsch dans Le Père, Théâtre Hébertot

#### Coup de cœur théâtre public
- Richard et Romane Bohringer dans J'avais un beau ballon rouge d'Angela Dematté, mis en scène par Michel Didym, Théâtre du Rond-Point

#### Coup de cœur théâtre privé
- L'Étudiante et Monsieur Henri d'Ivan Calbérac, mis en scène par José Paul, Petit Théâtre de Paris

#### Prix du spectacle privé
- Des fleurs pour Algernon de Daniel Keyes

#### Prix du spectacle public
- La réunification des deux Corées de et mis en scène par Joël Pommerat, Ateliers Berthier